# Abraham-aftalerne
Abraham-aftalerne (på engelsk: Abraham Accords) er en fælles erklæring mellem Israel, De Forenede Arabiske Emirater og USA, der blev indgået den 13. august 2020. Efterfølgende blev udtrykket brugt til kollektivt til at henvise til aftaler mellem henholdsvis Israel og De Forenede Arabiske Emirater (en normaliseringsaftale mellem Israel og De Forenede Arabiske Emirater) og Bahrain (normaliseringsaftale mellem Israel og Bahrain).
Erklæringerne markerede den første offentlige normalisering af forbindelserne mellem et arabisk land og Israel siden Egypten i 1979 og Jordan i 1994. Abraham-aftalerne blev underskrevet af UAE's udenrigsminister, Abdullah bin Zayed Al Nahyan, Bahrains udenrigsminister, Abdullatif bin Rashid Al Zayani, den israelske premierminister, Benjamin Netanyahu, og den amerikanske præsident Donald Trump den 15. september 2020 foran det Hvide Hus i Washington, DC. Aftalerne blev ledet og forhandlet af Jared Kushner og Avi Berkowitz.
Aftalen med De Forenede Arabiske Emirater fik officielt titlen "Abraham Accords Peace Agreement: Treaty of Peace, Diplomatic Relations and Full Normalization Between the United Arab Emirates and the State of Israel".  Aftalen mellem Bahrain og Israel blev officielt betegnet "Abraham Accords: Declaration of Peace, Cooperation, and Constructive Diplomatic and Friendly Relations" og blev annonceret af USA den 11. september.
Aftalerne er navngivet for at understrege den fælles tro på profeten Abraham i jødedom og islam.

## Baggrund og forhandlinger
Aftalerne blev forhandlet af Jared Kushner og Avi Berkowitz. Den tidligere amerikanske udenrigsminister, Mike Pompeo, krediterede den 1. marts 2021 Warszawa-konferencen i 2019 for at have givet det endelige gennembrud, der banede vejen for aftalerne. Et mål med denne to-dages konference havde været at sikre og diskutere, hvorledes landene skulle adressere og imødegå forskellige trusler fra Iran. Værtsnationen Polen havde dog forsøgte at nedtone dette tema, således den afsluttende polsk-amerikanske erklæring ikke nævnte Iran.
Blandt repræsentanterne for de 70 deltagende lande var en række arabiske embedsmænd, hvilket derpå havde skabte den første situation – siden fredskonferencen i Madrid i 1991 – hvor en israelsk leder havde været til stede ved den samme internationale konference med fokus på Mellemøsten, som højtstående arabiske embedsmænd. Madrid-konferencen havde dengang sat scenen for den senere Oslo-aftale i 1993. Blandt dem, som den israelske premierminister, Benjamin Netanyahu, havde mødtes med, var den omanske udenrigsminister, Yusuf bin Alawi bin Abdullah. Netanyahu havde forud for Warszawa-konferencen, i oktober 2018, besøgt bin Alawi i Oman. Yusuf bin Alawi havde to dage efter mødet med Netanyahu i Oman – i forbindelse med en konference i Bahrain – fastslået, at det var på tide, at Israel blev behandlet som de andre stater i Mellemøsten. Denne betragtning havde embedsmænd fra henholdsvis Bahrain og Saudi-Arabien erklæret sig enige i.
Dokumenterne relateret til Abraham-aftalerne er som følger:
| Navn                   | Officielt navn | Dato               | Underskrivere                                          | Fuld tekst |
| ---------------------- | --- | ------------------ | ------------------------------------------------------ | ---------- |
| Erklæring              | The Abraham Accords Declaration | 15 september 2020  | USA, Israel, Forenede Arabisk Emirates, Bahrain        | [ 11 ]     |
| Israel–UAE-aftale      | Abraham Accords Peace Agreement: Treaty of Peace, Diplomatic Relations and Full Normalization Between the United Arab Emirates and the State of Israel | 15. september 2020 | Israel, United Arabisk Emirates, United Stater (vidne) | [ 12 ]     |
| Bahrain–Israel-aftalen | Abraham Accords: Declaration of Peace, Cooperation, and Constructive Diplomatic and Friendly Relations                                                 | 15. september 2020 | Bahrain, Israel, United Stater (vidne)                 | [ 13 ]     |

## Efterspil
Den amerikanske præsident Donald Trump havde i forbindelse med selve underskrivningen af aftalerne påpeget, at fem nationer snart kunne følge efter De Forenede Arabiske Emirater og Bahrain, herunder Saudi-Arabien. Diverse analytikere mente dog, at Sudan og Oman var mere sandsynlige kandidater på kort sigt. Den 23. september 2020 sagde den amerikanske ambassadør for De Forenede Nationers, Kelly Craft, at et nyt land vil anerkende Israel "i løbet af de næste par dage."
Den 2. februar 2021 sagde talsmand for det amerikanske udenrigsministeriet, Ned Price, at "USA vil fortsat opfordre andre lande til at normalisere forbindelserne med Israel", og at en normalisering "ikke er en erstatning for israelsk-palæstinensisk fred (...) Vi håber, at Israel og andre lande i regionen går sammen om en fælles indsats for at bygge broer og (...) bidrage til håndgribelige fremskridt mod målet om at fremme en forhandlet fred mellem israelere og palæstinensere."
En gruppe på bestående af 18 amerikanske senatorer forelagde den 26. marts 2021 et lovforslag, som havde til formål at hjælpe udenrigsministeriet med at udvikle en passende strategi i forhold til "at styrke og udvide Abraham-aftalerne og andre relaterede normaliseringsaftaler med Israel."
I henhold til The Jewish Press blev det amerikanske udenrigsministeriums talsmand, Ned Price, den 1. april 2021 bedt om at bruge navnet "Abraham Accords" af en rapporter, hvilket han nægtede at gøre og foretrak gentagne gange at bruge udtrykket "normaliseringsaftaler." I henhold til en reportage fra d.10. marts 2021 i Axios ville "Biden-administrationen fortsætte den proces, der startede under Trump, samtidig med at den sikrede sine egne resultater gennem nye aftaler." og "(...) er heller ikke begejstret for Trumps navn til aftalerne [Abraham-aftalerne]". "Det Hvide Hus og udenrigsministeriet foretrækker at diskutere normaliseringsprocessen." 

### Sudan
Den 26. september 2020 sagde den sudanesiske premierminister, Abdalla Hamdok, at Sudan ikke ønskede, at en fjernelse af Sudan fra den amerikansk terrorliste var knyttet til en aftale om at normalisere forbindelserne til Israel, som USA ellers havde anmodet om.
Den 23. oktober 2020 accepterede Sudan formelt at normalisere forbindelserne med Israel og tilslutte sig den bredere diplomatiske tilpasning i Mellemøsten. Aftalen blev formidlet fra Det Ovale Kontor af USA og den amerikanske præsident Trump. Oprindeligt blev Israel og Sudans ledere enige om at igangsætte processen med at normalisere forholdet, efter et møde i februar 2020 i Uganda. Processen blev yderligere fremskyndet efter aftalen mellem Israel og De Forenede Arabiske Emirater blev annonceret. Israels premierminister, Benjamin Netanyahu, sagde: "Dette er en ny æra. En æra med sand fred. En fred, der udvider sig med andre arabiske lande - tre af dem i de seneste uger". USA accepterede samtidig at fjerne Sudan fra listen over statssponsorer af terrorisme, og ophævede endvidere økonomiske sanktioner rettet mod Sudan og blev enige om at fremme drøftelser om gældseftergivelse. Sudan nægtede enhver forseelse, men accepterede at betale 335 millioner dollars i erstatning til amerikanske ofre for terror. I et tweet fra sin officielle Twitter-konto takkede den sudanesiske premierminister, Abdulla Hamdok, Trump for at underskrive det præsidentielle dekret, der fjernede Sudan fra listen over statssponsorer af terrorisme, men nævnte ikke aftalen med Israel.
Sudan underskrev i januar 2021 erklæringen, hvor USA endvidere gennemførte sit løfte om at fjerne landet fra listen over lande, der støtter terrorisme. Ligeledes bekræftede USA, at de ville yde et lån til Sudan, der havde til formål at rydde landets restancer til Verdensbanken, hvorved landet fik adgang til en årlig finansiering på i alt 1 milliard dollars. Den 6. april 2021 godkendte Sudans regering en lov, der ophævede en lov fra 1958, som havde forbudt diplomatiske og forretningsforbindelser med Israel.

### Marokko
I december 2020 blev Israel og Marokko enige om en normaliseringsaftale mellem de to lande. USA anerkendte samtidig Marokkos krav over Vestsahara.

### Oman
Oman udsatte en beslutning om at normalisere forbindelserne med Israel til efter det amerikanske præsidentvalg, der fandt sted den 3. november 2020. Den 11. februar 2021 sagde udenrigsminister Badr al-Busaidi: ”Med hensyn til Israel er vi tilfredse med det nuværende niveau, hvad angår forbindelser og dialog, som indebære passende kommunikationskanaler” og tilføjede, at Oman var ”indstillet på fred mellem Israel og palæstinenserne baseret på en to-statsløsning."

### Bahrain
Som følge af underskrivelsen af Abraham-aftalerne, udnævnte Bahrain i slutningen af marts 2021 Khaled Yousif Al-Jalahma, som landets første ambassadør i Israel.

## Økonomisk indvirkning
Israel og De Forenede Arabiske Emirater havde længe haft en de facto normalisering, hvad angik en række økonomiske områder, herunder inden for diamanthandel, højteknologi, kunstig intelligens og militærindustrien. Dog åbnede Abraham-aftalerne døren til et større og bredere økonomisk samarbejde, herunder formelle investeringer.
Abu Dhabi Investment Office åbnede sin første oversøiske filial i Israel. Endvidere åbnede et antal kosher-restauranter i De Forenede Arabiske Emirater for på denne måde at imødekomme jødiske besøgende.

## Samarbejdsindsats
I midten af december 2020 besøgte en delegation fra De Forenede Arabiske Emirater og Bahrain Israel med det formål at udveksle kultur som en del af normaliseringsprocessen. Delegationerne holdt et møde med Israels præsident, Reuven Rivlin. I januar 2021 blev der arrangeret en samarbejdsbegivenhed af Tel Aviv International Salon, Sharaka og OurCrowd med det formål at opnå 'fredsforretning' mellem Golflandene og staten Israel.
Fra 23. til 25. marts 2021 blev der, af Israel-is, arrangeret en virtuel hackathon-begivenhed, der så deltagelse fra De Forenede Arabiske Emirater, Bahrain og Marokko samt Israel. Den 27. marts 2021 blev der arrangeret en begivenhed til minde om den internationale Holocaust-mindedag, som igen så deltagelse fra UAE, Bahrain og Marokko samt Saudi-Arabien.
De nationale rugbyhold fra Israel og De Forenede Arabiske Emirater spille deres første kamp nogensinde til ære for Abraham-aftalerne i marts 2021.